# Pipistrellus murrayi
Pipistrellus murrayi — вид роду нетопирів. Це малий кажан від 3 до 4,5 грамів.

## Середовище проживання
Регіон поширення: Острів Різдва (135 км²). Незважаючи на те, що цей кажан колись був широко поширений на острові, останні відомі особи були зареєстровані тільки в західній його частині без будь-яких записів з решти острова протягом ряду років. Лаштує сідала під корою, в опалому листі і в дуплах дерев. Самиці утворюють колонії до приблизно 50 особин, в той час як самці часто ночують усамітнено.

## Загрози та охорона
Є серйозні побоювання, що P. murrayi тепер вимер. Причин для зниження цього виду залишаються неясними. 75 % острова вкрито первинними або вторинними тропічними лісами, з невеликими змінами в середовищі проживання за останні 20 років. Основними загрозами для виду можуть бути хижаки або сполохування кажанів в межах їхніх сідал з боку чужорідних видів, Lycodon aulicus capucinus, Felis catus, Rattus rattus, Scolapendra morsitans, Anoplolepis gracilipes.